# خدمات ارزش افزوده

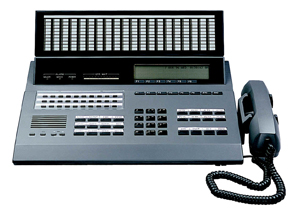
صنعت مخابرات

خدمات ارزش افزوده (به انگلیسی: Value Added Service) یک عنوان عامه پسند برای بخشی از صنعت مخابرات می‌باشد که شامل سرویس‌های فرعی بوده که تعرفه آن‌ها از سرویس‌های استاندارد مانند صدا و فکس بیشتر می‌باشد. این خدمات می‌توانند در هر صنعتی مورد بهره‌برداری قرار گیرند. اتحادیه بین‌المللی مخابرات خدمات ارزش افزوده را خدماتی تعریف می‌کند که همراه یا علاوه بر خدمات پایه مخابراتی همچون تماس صوتی، پیامک، خدمات پیام چندرسانه ای و دسترسی داده به مشترکان عرضه می‌شود.
در مرحله مفهومی صنعت مخابرات، خدمات ارزش افزوده را به پیشنهاد و تحریک کاربران برای استفاده هر چه بیشتر از تلفن همراه خود و همچنین برنامه‌ریزی اپراتورها برای کسب درآمد از میانگین کاربران ARPU منجر می‌گردد.
برای تلفن‌های همراه تکنولوژی‌هایی مانند سرویس پیام کوتاه(به انگلیسی: SMS)، سرویس چند رسانه‌ای (به انگلیسی: MMS) و دسترسی به اطلاعات (به انگلیسی: Data) معمولاً به عنوان خدمات ارزش افزوده به‌شمار می‌رفته‌اند. اما در سال‌های اخیر سرویس پیام کوتاه، سرویس چند رسانه‌ای بیش از گذشته کاربرد یافته که می‌توان پیش‌بینی کرد که در آینده این خدمات از رده خدمات ارزش افزوده خارج گردد.

## خدمات ارزش افزوده عمومی و سازمانی
خدمات ارزش افزوده از می‌تواند به دو صورت سرویس دهی داشته باشد
1. عمومی :تمامی مشترکین اپراتورهای تلفن همراه می‌توانند از خدمات ارزش افزوده عمومی استفاده کنند و هزینه آن را به اپراتور تلفن خود پرداخت کنند. سرویس‌های ارزش افزوده عمومی از تنوع بالایی برخوردار است و موضوعات مختلفی را پوشش می‌دهد. خدمات ارزش افزوده عمومی به شکل‌های زیر وجود دارد:
  - سرویس مبتنی بر پیامک‌های متنی
  - سرویس چند رسانه ای
  - سرویس تعاملی (بازی و سرگرمی)
  - سرویس‌های تلفن گویا
2. سازمانی: فقط افراد عضو یک سازمان می‌توانند از خدمات ارزش افزوده آن سازمان استفاده کنند. این خدمات عموما به صورت کدهای SSD و با هدف اطلاع رسانی سازمانی طراحی می‌شوند.

## خدمات ارزش افزوده تلفن همراه
این خدمات شامل مواردی غیر از خدمات استاندارد اپراتورها مانند تماس صوتی و پیامک معمول است. در صنعت مخابرات، خدمات ارزش افزوده کاربران را از طریق خلق ارزش و ارائه خدمات جذاب، به استفاده بیشتر تشویق می‌کند. این امر باعث افزایش آرپو اپراتور خواهد شد. در خدمات ارزش افزوده تلفن همراه ابزارهایی مانند پیامک، تماس و دیتای مصرفی به عنوان ابزار ارائه خدمات استفاده می‌شود.
خدمات ارزش افزوده تلفن همراه را می‌توان به‌طور کلی به سه دسته تقسیم کرد:
- خدمات ارزش افزوده رفتار مشتری
- خدمات ارزش افزوده شبکه‌ای
- خدمات ارزش افزوده سازمانی

خدمات ارزش افزوده می‌تواند توسط خود اپراتورها یا توسط شرکای ثالثی که به عنوان تأمین‌کنندهٔ محتوا (Content Provider) نیز شناخته می‌شود انجام شود.
مهم‌ترین موضوعات خدمات ارزش افزوده تلفن همراه:
- مسابقات و رای‌گیری
- اپلیکیشن‌های توجیهی
- استریمینگ
- خدمات بر پایه موقعیت مکانی
- خدمات تماس از دست رفته و صندوق پستی
- تبلیغات موبایلی
- پرداخت موبایلی
- تلویزیون آنلاین و OTT
- پخش یا دانلود موسیقی
- زنگ انتظار تماس
- بازی آنلاین
- خدمات شماره‌گیر خروجی
- بک آپ موبایل و خدمات امنیتی
- خدمات ورزشی و اطلاع‌رسانی
- خدمات استیکر
- خدمات سودمند
- دریافت محتوای WAP

## ارایه کنندگان خدمات ارزش افزوده
- تولیدکنندگان محتوا

تولیدکنندگان محتوا (به انگلیسی: Content Provider) شرکت‌هایی که حق قانونی تولید محتوا را دارند برای مثال شرکت‌های قانونی تولید فیلم، موسیقی، و شبکه‌های تلویزیونی
- توسعه دهندگان محتوا

توسعه دهندگان محتوا (به انگلیسی: Content Developer) شرکت‌هایی که محتواهایی را بنا بر درخواست مشترک تولید کرده و در اختیار آن‌ها قرار می‌دهد. برای مثال شرکت‌هایی که پرتال همراه خود را بر روی صدا، سرویس پیام کوتاه (به انگلیسی: SMS)، پروتکل اپلیکیشن بی‌سیم (به انگلیسی: WAP)، ارسال پیام از طریق کد دستوری (به انگلیسی: USSD) اجرا کنند.
- جمع‌آوری کنندگان محتوا

جمع‌آوری کنندگان محتوا (به انگلیسی: Content Aggregator)، شرکت‌هایی هستند که محتوای مختلف را جمع‌آوری کرده و در اختیار اپراتور قرار می‌دهند.

## خدمات ارزش افزوده در ایران
خدمات ارزش افزوده مخابراتی انواع مختلفی دارند، اما در ایران بیشتر خدمات ارزش افزوده پیامکی مدنظر سیاست‌گذاران قرار گرفته‌است. بررسی‌ها نشان می‌دهند  اغوا، تبلیغات کاذب و سوء استفاده از مشترکان خدمات ارزش افزوده پیامکی به صورت علنی و فراگیر در جریان است